# Cleveland Indians (1931)
Die Cleveland Indians waren eine US-amerikanische American-Football-Mannschaft aus Cleveland, Ohio, die in der Saison 1931 in der National Football League (NFL) spielte.

## Teamgeschichte
Die in Cleveland spielende NFL-Mannschaft der Bulldogs war 1927 nach Detroit gewechselt. Am 1. Juli 1931 wurde das rund 80.000 Personen fassende Cleveland Stadium eingeweiht. Der Präsident der NFL, Joe Carr, sah die Möglichkeit in Cleveland ein neues Franchise zu etablieren. Da die Newark Tornadoes ihre Franchise aus finanziellen Gründen zurückgegeben hatten, wurde diese Spiellizenz nun für Cleveland genutzt. Da Carr inmitten der Weltwirtschaftskrise keine Investoren fand, wurde das Team von der NFL selbst finanziert.  Als Teameigner trat der ehemaligen Spieler und Mitbesitzer der Los Angeles Buccaneers und Manager der Brooklyn Dodgers Jerry Corcoran auf.
Ihr erstes Spiel spielten die Indians am 13. September 1931 gegen die Green Bay Packers, welches sie mit 0:26 verloren. Am 26. September 1931 spielten die Indians ihr erstes von zwei Heimspielen, wobei sie mit 6:0 gegen die Brooklyn Dodgers auch ihren ersten Sieg erzielten. Das Spiel wurde von 2.000 Zuschauern gesehen. Das zweite Heimspiel erfolgte am 8. November 1931 gegen die Chicago Cardinals. Es schauten nur 10.000 Personen zu. Auf Grund dessen verlegte man das vorgesehene dritte Heimspiel gegen die Portsmouth Spartans am 15. November 1931 ins Redland Field in Cincinnati.
Das Projekt wurde in der folgenden Saison nicht fortgesetzt. Erst 1936 wurde mit den Cleveland Rams die nächste NFL-Franchise in Cleveland etabliert.

## Uniform
Die Cleveland Indians spielten in roten bzw. schwarzen Jerseys. Auf der Brust befand sich ein schwarzer oder roter Indianerkopf.

## Statistik
| Spieljahr | Gewonnen | Verloren | Unentschieden | Punkte erzielt | Punkte zugelassen | Platzierung | Head Coach                 |
| --------- | -------- | -------- | ------------- | -------------- | ----------------- | ----------- | -------------------------- |
| 1931      | 2        | 8        | 0             | 45             | 137               | 8. (von 10) | Hoge Workman, Al Cornsweet |